# آبشار کاکولات
آبشار کاکولات (به انگلیسی: Kakolat Falls) آبشاری است که در بیهار، هند واقع شده و ارتفاع کلی ریزشگاه آن 150 feet است.